# خدایان باید دیوانه شوند
خدایان باید دیوانه باشند (به انگلیسی: The Gods Must Be Crazy) فیلمی محصول سال ۱۹۸۰ و به کارگردانی جیمی آیس است. در این فیلم بازیگرانی همچون نیکاسو، ساندرا پرینسلو، ماریوس ویرز، نیک دی جگر، مایکل تایس، لوو وروی، کن گامپو، سیمون سابلا ایفای نقش کرده‌اند.